# Винниківський заказник
Ви́нниківський зака́зник — лісовий заказник місцевого значення в Україні. Розташований у межах Пустомитівського району Львівської області, біля села Бережани, на південь від міста Винники (між селами Бережани, Виннички і Пасіки-Зубрицькі). 
Площа 848 га. Оголошено рішенням Львівської облради від 9.10.1984 року № 495. Перебуває у віданні Львівський ДЛГ (Винниківське лісництво, кв. 49-71, 84-86). 
Заказник створений з метою збереження частини лісового масиву з цінними дубовими насадженнями. Територія характеризується мальовничими ландшафтами і розташована в лісопарковій зоні міста Львова, в межах низькогірного пасма Львівське плато. Через заказник проходить кільцева  автодорога Львова (частина автошляху Е40).